# Sinagoga de Delos
La Sinagoga de Delos es la sinagoga más antigua que se conoce hoy en día, su origen data de entre 150 y 128 a. C. en la isla de Delos en Grecia. 
El uso más reciente del edificio está ampliamente aceptado que fue un salón de actos para judíos o samaritanos. Sin embargo, el primer uso del edificio es más controvertido. Mientras que algunas personas piensan que el edificio fue construido como una casa privada o un lugar de encuentro pagano, la mayoría cree que se trataba de una sinagoga, incluso en su forma más primitiva. Su función como edificio religioso, sin embargo, no es unánime en la comunidad académica y se han planteado dudas acerca de su utilización real como sinagoga.

## Arqueología
La sinagoga fue descubierta en 1912 por un equipo liderado por el arqueólogo André Plassart. Se cree que el edificio se ha utilizado hasta el final del siglo II. Su característica dominante es el gran salón, presumiblemente utilizado de modo polivalente, con muebles que podían ser dispuestos de diferentes maneras, ya que no existen evidencias de bancos construidos o instalados alrededor de las paredes. El salón está orientado hacia el este, con una serie de aposentos secundarios en su lado sur.